# كلاوس ياكوب
كلاوس ياكوب (بالألمانية: Klaus Jacob)‏ هو عالم سياسة ألماني، ولد في 4 يناير 1967.